# 日本小児科学会
公益社団法人日本小児科学会（にほんしょうにかがっかい、英文名称：JAPN PEDRIATRIC SOCIETY）は、日本の小児科学を発展させることを目的とする学術団体。事務局を東京都文京区後楽1-1-5の第1馬上ビル4階に置いている。

## 沿革
- 1896年（明治29年）- 「小児科研究会」の創立[2]
- 1901年（明治34年）- 「小児科学会」と改称
- 1929年（昭和4年）- 社団法人の認可取得
- 1947年（昭和22年）- 「日本小児科学会」と改称

## 学会誌
- 『日本小児科学会雑誌』 和文
- 『Pediatrics International』 英文